# Houthaven
Houthaven (Littéralement, « port à bois ») est un quartier de l'arrondissement West d'Amsterdam, aux Pays-Bas. Comme son nom l'indique, il occupe l'emplacement d'un ancien port grumier, situé le long de l'IJ, qui servait à l'importation de billes de bois servant de fondations sur pieux pour la ville d'Amsterdam, construite sur un terrain marécageux. Avec l'avènement au XXe siècle de la construction en béton, le port est peu à peu désaffecté. Au début du XXIe siècle, un vaste projet immobilier le réhabilite en unités d'habitation. L'architecture de ces immeubles et maisons s'inspire de diverses influences locales et historiques.

## Historique
Le port de Houthaven est créé en 1876, pour faire face à la croissance de la ville d'Amsterdam. Bâtie sur un marais, la ville est en effet fondée sur pieux et l'accroissement urbain nécessite de recourir à l'importation de bois, surtout depuis la Scandinavie.
En 2010, le plan de développement de l'ancien port de Houthaven, peu à peu tombé dans le délaissement, est voté.

## Urbanisme
Le quartier est construit comme un archipel sur la rive sud de l'IJ. Chaque île de l'archipel développe sa propre forme urbaine et ses propres caractéristiques architecturales. La création de ces îles est un choix délibéré, qui nécessite le creusement de canaux initialement absents. Le creusement des premiers canaux commence en 2018. La dénomination des canaux fait référence à des ports situés le long de la mer Baltique et avec lesquels Amsterdam était historiquement en relations : Gevlewater, Lübeckgracht, Stralsundgracht, Koningsbergengracht, Kolberggracht, Pernaugracht, Wismargracht et Houthavengracht.
Les îles sont reliées entre elles par quinze ponts, dix mixtes pour les voitures et modes doux, et cinq passerelles exclusivement réservées aux piétons. Le dernier pont construit est la passerelle Wisby reliant Houthavenkade et Wibor, achevé en 2024. Parmi ces ouvrages, le Gevlebrug est particulier ; il s'agit en effet d'un pont construit en 1930 à proximité de la gare centrale, déconstruit en 2000 et reconstruit pour relier Pontsteiger à Karlskrona en 2019.
Le quartier compte au total environ 2 700 logements, sans compter 70 péniches, ainsi que des services, commerces, écoles, équipements de santé, ainsi qu'un centre d'hébergement pour demandeurs d'asile.
,. En 2024, environ quatre mille habitants demeurent dans le quartier
L'ensemble du quartier vise à atteindre la neutralité climatique, notamment par la pose de panneaux photovoltaïques bi-verre construits sur mesure, permettant une puissance moyenne potentielle de 9,5 kWc par logement,.
Le quartier de Houthaven était séparé du quartier voisin de Spaarndammer (nl), situé au sud, par un boulevard ; les voies routières ont été mises en souterrain et l'espace récupéré a été transformé en parc urbain.

## Architecture

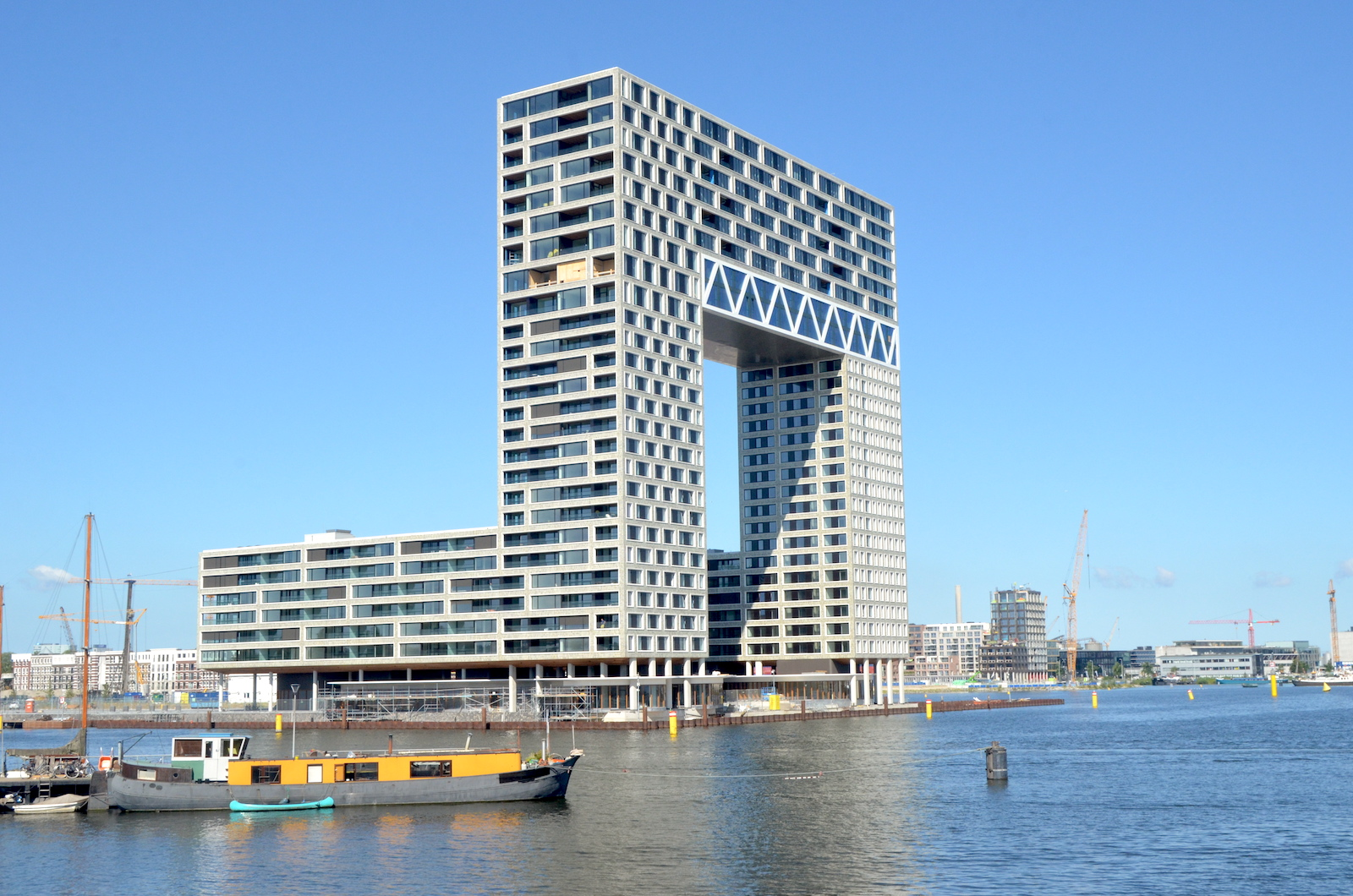
L'hôtel.

Le bâtiment le plus emblématique du quartier est le Pontsteiger (nl). Celui-ci a été imaginé en 2007 par le cabinet d'architectes Arons & Gelauff, et mis en œuvre par la société de développement Dura Vermeer et De Nijs. La construction en est lancée en 2013 et s'achève en 2018, à l'emplacement d'un ancien embarcadère de ferry. Le nouveau bâtiment compte 450 logements sur 26 étages et mesure 92 mètres de hauteur. Sa forme caractéristique de pont nécessite une mise en œuvre technique complexe,. Parmi ces logements est notamment vendu en 2016 le plus grand et plus onéreux penthouse des Pays-Bas, mesurant 1 400 mètres carrés.